# Джек Вайт
Джек Вайт (англ. Jack White, справжнє ім'я Джон Ентоні Ґілліс (англ. John Anthony Gillis); нар. 9 липня 1975 року, Детройт, США) — американський рок-музикант, співак, гітарист, автор пісень, продюсер, актор, лідер гурту «The White Stripes». Посідає 17 сходинку Списку 100 найкращих гітаристів усіх часів за версією журналу Rolling Stone.

## Життєпис

### Дитинство та юність
Джон Ентоні Ґілліс народився 9 липня 1975 року у місті Детройт, штат Мічиган. У нього шотландсько-канадське та польське коріння. Джон — сьомий з десяти дітей у сім'ї (сім синів і три дочки), син Терези та Гормана Ґілліc. Батьки працювали у метрополії Детройта. Батько був техніком з обслуговування обладнання, мати секретарем Кардинала. Його сім'я мала середній достаток. З ранніх років батьки привчали сина до католицтва, що зрештою дало Джону можливість стати церковним послушником, завдяки чому 1987 року він отримав свою першу роль у кіно. Це був фільм «Вбивства по четкам», знятий у детройтської католицької церкви, де Джон виконував свої обов'язки вівтарника. З ранніх років Вайт шанувальник класичної музики.
Його музичні уподобання не були такими ж як у його однокласників, які слухали, в основному, електронну музику та хіп-хоп. Підлітка захоплювали блюз та рок 60-х, вплив яких вкрай помітний у творчості The White Stripes. 
У початковій школі Джон також захоплювався творчістю Led Zeppelin і The Doors. Він та його друг дитинства — Домінік Сучіта, регулярно слухали записи цих гуртів на горищі будинку сім'ї Ґілліс у вихідні, при цьому створюючи записи кавер-версій пісень на старому 4-доріжковому котушнику. Тоді Джека можна було описати як «дитину з коротким волоссям та скобами».
У 2005 році, на шоу «60 Хвилин», Вайт розповів Майклу Уоллесу, що його життя могло виявитися зовсім іншим. "Я був прийнятий до семінарії у Вісконсіні, і я справді збирався ставати священником, але в останню секунду я подумав: «Я піду до державної школи… Я тільки-но отримав новий підсилювач, він стоїть у моїй спальні, і я не думаю, що мені дозволять взяти його з собою». Замість цього, він склав іспит і вступив до Технічної школи ім. Касса, де також не переставав приділяти час музиці, іноді граючи на барабанах і тамбурині у місцевих рок-групах.
У 15 років Джон розпочав трирічне навчання майстерності оббивки меблів у друга родини Брайана Молдуна. Музикант надалі зазначив, що саме Молдун привчив його до панк-музики, і підштовхнув його грати спільно в групі: «Він грав на барабанах… , що ж, добре, тоді я гратиму на гітарі» — розповість музикант в одному зі своїх подальших інтерв'ю. Дует записав альбом "Makers of High Grade Suites", команда назвалася "The Upholsterers" ("Оббивачі"). Джон почав свою власну справу — ательє по оббивці, яке назвав «Third Man Upholstery». Гасло його бізнесу було таким: «Your Furniture's Not Dead» («Ваші меблі не мертві»); колірне оформлення включало жовто-чорні відтінки. Жовтий фургон, жовто-чорна уніформа та жовтий кліпборд були основними атрибутами працівника невеликої фірми. У той час як «Third Man Upholstery» не відчувала нестачу в клієнтах, Вайт стверджував, що це не було вигідно, через його самовдоволення та його практику ділових відносин, яка була сприйнята як непрофесійна, включаючи розміщення оголошень у ліжках та записки з віршами всередині меблів. Через невеликий проміжок часу, Джек Вайт провів свій перший професійний концерт як барабанщик Детройтської групи Goober & the Peas. Він також грав у інших місцевих групах та також робив сольні шоу. Одним із найнезабутніших шоу став концерт, що відбувся приблизно в 1994 році з гуртом «Nova Ovens» на відкритті каво-шопу під назвою «Planet Ant in Ham».

## Кар'єра

### The White Stripes
У 1997 році Джек разом із Мег Вайт заснував The White Stripes. Гурт випустив свій однойменний дебютний альбом у 1999 році, а ще за рік вийшов вже нині класичний De Stijl. Тоді ж сформувався добре впізнаваний візуальний стиль The White Stripes: у своїх виступах та кліпах вони одягали лише червоний, чорний і білий кольори.
У 2001 році виходить альбом White Blood Cells, який отримав схвальні відгуки від критиків, що зробило The White Stripes одним із найбільш успішних гуртів 2002 року. Вже у 2003 році виходить альбом Elephant, що отримав не тільки схвальні відгуки серед критиків, але й комерційний успіх, а перший сингл «Seven Nation Army» залишається найбільш успішним в дискографії гурту.
П'ятий альбом, Get Behind Me Satan, було записано у власному будинку Джека. Цей альбом ознаменував зміну у музичному напрямку гурту — з мелодіями на фортепіано, експериментами з маримбою та більш ритмічною гітарною грою на Вайта. Шостий альбом Icky Thump вийшов 2007 року і ввійшов у UK Albums Chart на першому місці та дебютував на другому місці у Billboard 200. Звучання альбому включало у себе більше впливу таких стилів як панк-рок, гаражний рок та блюз.
Джек планував випустити сьомий альбом влітку 2009 року, але ці плани не втілились у життя. 2 лютого 2011 року гурт повідомив про свій розпад.

## Особисте життя
Джек Вайт був одружений двічі й двічі розлучений. Має двох дітей. Музикант не поширюється на своє особисте життя, даючи лише деякі деталі. Джек вважає, що це не стосується його творчості, зазвичай заявляючи: «Ви ж не замислюєтеся над тим, якого кольору шкарпетки носив Мікеланджело? Яке взуття ви носите? Зрештою, це не має значення… Єдине, що залишається, — це наші фотографії та музика».

### Одруження зМег Вайт
Найцікавіша тема для журналістів — відношення між Джеком та Мег Вайт. У ранніх інтерв'ю пара заявляла, що вони брат та сестра. Гурт The Flaming Lips торкнувся цього у пісні Thank You Jack White. Але, так чи інакше, газета Detroit Free Press в одному з номерів надрукували сертифікати про одруження та розлучення, підтвердивши, що пара була одружена. Але так і не стало відомо, чи це офіційні сертифікати, чи ні. Даючи інтерв'ю, дует почав менше говорити про свої стосунки. Джек також говорив, що думає, що брат і сестра «пов'язані на все життя», отже такі стосунки не відволікають від музики. У документальному фільмі Under Great White Northern Lights Джек знову згадує, що вони з Мег є братом і сестрою. На початку 1990-х рр. Мег Вайт працювала барменом у барі Memphis Smoke, у передмісті Детройта, там вона вперше зустріла Джона Ґілліса. Вони одружилися 21 вересня 1996 року, а розлучилися 24 березня 2000 року. Джек також взяв прізвище Мег.

### Відносини зРене Зеллвегер
2003 року Джек зіграв другорядну роль у фільмі «Холодна гора», де знімалися Джуд Лоу, Ніколь Кідман та Рене Зеллвегер. Преса оприлюднила романтичні стосунки музиканта з Рене Зеллвегер. Того ж літа пара потрапила в автокатастрофу, в результаті якої Вайт зламав вказівний палець на лівій руці й був змушений перенести більшу частину літнього туру. Спеціально для шанувальників він опублікував відеозапис своєї операції на пальці. Вайт та Зеллвегер офіційно розлучилися у грудні 2004 року.

### Одруження з Карен Елсон
Вайт зустрів британську модель Карен Елсон на зйомках кліпу The White Stripes Blue Orchid. Режисер Флорія Сигізмонді заявила: "Ви можете відчути енергію між ними". Пара одружилася 1 червня 2005 року у Манаусі. Сама церемонія пройшла на каное, що пливло річкою Амазонка, церемонію проводив шаман. Після римсько-католицького священника узаконив їхній шлюб. Менеджер Ієн Монтоун був дружбою, а Мег Вайт була подружкою нареченої. Офіційні весільні оголошення свідчило, що це був «перший шлюб» для обох. 2 травня 2006 року у пари народився первісток — дівчинка, яку назвали Скарлетт Тереза Вайт. Друга дитина, Генрі Лі Вайт, народилася через рік, 7 серпня. Сім'я жила у Брентвуді, штат Теннессі, де Елсон керує вінтажним магазином одягу Venus & Mars. Пара оголосила про своє розлучення у червні 2011 року, влаштувавши вечірку з приводу їхньої шостої річниці, де й оголосили про розлучення. За заявою самого Джека та Карен, вони залишилися друзями та мають намір разом виховувати спільних дітей.

### Звинувачення у нападі
13 грудня 2003 року Вайт почав сперечатися з вокалістом The Von Bondies Джейсоном Столлстеймером в детройтському клубі Magic Stick. Джеку були пред'явлені звинувачення в нападі за обтяжливих обставин. Музикант визнав себе винним у побоях, був оштрафований на 750 доларів і засуджений відвідувати курси з управління гнівом.

### Судова заборона
22 липня 2013 року суд міста Нашвілл заборонив музикантові будь-які контакти з Карен Елсон, але він може відвідувати своїх дітей. Адвокат Вайта, Кеті Спірс Джонсон, подала апеляцію 2 серпня, заявивши, що містер Вайт не хоче, щоб його зображували як людину, яка застосовує насильство стосовно дружини та дітей.

## Нагороди
Як виконавець, гітарист та композитор, Джек привів The White Stripes до міжнародного успіху. У складі гурту він отримав п'ять премій "Греммі", включаючи три нагороди за "Кращий альтернативний альбом": Elephant (2004), Get Behind Me Satan (2006) та Icky Thump (2008). На сьогодні він також отримав чотири нагороди MTV Video Music Awards та дві нагороди BRIT Awards. Його міжнародними хітами-синглами є Fell in Love with a Girl (2001), Seven Nation Army (2003), Icky Thump (2007). У 2013 та 2014 роках сольний альбом Джека Blunderbuss був 5 разів номінований на «Греммі».

## Дискографія

### Сольні
- Blunderbuss (2012)
- Lazaretto (2014)
- Boarding House Reach (2018)
- Fear of the Dawn (2022)
- Entering Heaven Alive (2022)
- No Name (2024)

### У групах
- The Upholsterers
- Two Star Tabernacle
- Goober & The Peas
- The Hentchmen
- The White Stripes (1997—2011)
- The Raconteurs (з 2005)
- The Dead Weather (з 2008)